# هنري كوستر
هنري كوستر (بالألمانية: Henry Koster؛ بالإنجليزية: Henry Koster) هو منتج أفلام وكاتب سيناريو ومخرج أمريكي وألماني، ولد في 1 مايو 1905 في برلين في ألمانيا، وتوفي في 21 سبتمبر 1988 في كاماريلو في الولايات المتحدة.

## وصلات خارجية
- هنري كوستر على موقع IMDb (الإنجليزية)
- هنري كوستر على موقع الموسوعة البريطانية (الإنجليزية)
- هنري كوستر على موقع مونزينجر (الألمانية)
- هنري كوستر على موقع ألو سيني (الفرنسية)
- هنري كوستر على موقع تيرنر كلاسيك موفيز (الإنجليزية)
- هنري كوستر على موقع أول موفي (الإنجليزية)
- هنري كوستر على موقع قاعدة بيانات الأفلام السويدية (السويدية)
- هنري كوستر على موقع إن إن دي بي (الإنجليزية)
- هنري كوستر على موقع قاعدة بيانات الفيلم (الإنجليزية)
- هنري كوستر على موقع كينوبويسك (الروسية)